# Annikki Tähti
Airi Annikki Tähti (Helsinki, Finland, 5 december 1929 – Vantaa, 19 juni 2017), was een Finse zangeres met een meer dan vijftigjarige zangcarrière, die in de vroege jaren 50 begon. Haar repertoire is gevarieerd en omvat genres als jazz, bolero, tango, Russische muziek en Latijnse walsen.

## Carrière
Annikki Tähti brak door in 1952 met Muistatko Monrepos'n, "Herinner Monrepos". Het is een nostalgische wals vol heimwee naar het landgoed Monrepos in de stad Vyborg, gelegen in de door Finland na de Tweede Wereldoorlog grotendeels aan Rusland afgestane regio Karelië. Het nummer werd de allereerste gouden plaat van Finland.
Andere beroemde nummers zijn onder meer Balladi Olavinlinnasta en Kuningskobra, die eveneens goud werden, Laulu kahdesta pennistä en Pieni sydän.
Tähti was 22 toen ze in de film Kaksi hauskaa vekkulia ("Twee grappige apen") haar eerste lied Onnen sävel zong. Ze was solovocaliste in diverse bands: de band van Onni Gideon in 1954-1956, de band van Erik Lindstrom in 1956-1957 en de band van Pentti Tiensuu in de periode 1957-1967. Vanwege het moederschap heeft ze haar carrière grotendeels stopgezet in 1960. In 1961 nam ze nog wel een LP op met Olavi Virta, de "Koning van de Tango" en de succesvolste Spaanse zanger van zijn generatie.
Tähti keerde terug op de bühne in 1978.

## Comeback
Tähti verscheen in 2002 in de film Mies vailla menneisyyttä ("The Man Without a Past") van de Finse regisseur Aki Kaurismäki. Aan het einde van de film brengt ze opnieuw de nostalgische wals Muistatko Monrepos'n. De prachtige vertolking zorgde voor een heropleving van haar zangcarrière, die op dat moment reeds meer dan 50 jaar duurde. In 2003 verscheen een documentaire over haar leven, Balladi Annikki Tähdestä.

## Persoonlijk
Tähti bracht haar jeugd door in Kallio, dat bij Helsinki hoort. Toen ze acht jaar oud was, moest ze vanwege de oorlog naar Centraal-Finland vluchten.
Tähti is getrouwd geweest met de bandleider Pentti Tiensuu, met wie ze een zoon heeft, Jukka Tiensuu. Tähti werkte ook voor de vereniging van muzikanten en verdedigde actief hun belangen. In de lente van 2008 werd Tähti getroffen door een herseninfarct. Ze woonde nog wel op haar zelf in Martinlaakso maar was wel gebonden aan een rolstoel. Ze overleed op 87-jarige leeftijd.

## Discografie
- Onnen sävel (1953, Finlandia)
- Itke sydämeni (1954, Scandia)
- Muistatko Monrepos'n / Pieni sydän (1955, Scandia)
- Balladi Olavinlinnasta (1956, Scandia)
- Kuiskaten (1956, Scandia)
- Annikki Tähti (1957, Scandia)
- Budapestin yössä (1958, Scandia)
- Annikki Tähti en Olavi Virta: Laula kanssamme (1961, Scandia)
- Pieni sydän (1963, Scandia)
- Annikki Tähti en Lasse Kuusela: Laitakaupungin lapset (1978, Mars)
- Sörkän ruusu (1978)
- Sävelkansio
- Kaunis on maa (1983, VIP-Music)
- Unohtumattomat (1993, Helmi), verzameling
- Muistojen tie – 40 vuotta taiteilijauraa (1993, Tatsia)
- 20 suosikkia – Muistatko Monrepos'n, (1997, Fazer) verzameling
- Musiikin mestareita – Kaikki ikivihreät, (2003, Wea), verzameling
- 50 vuotta tähtenä Suomessa (2003, Fifty-Fifty)